# Artistique-Europameisterschaft 1969

Logo CEB (ausrichtender Verband)

Veranstaltungsort: Alicante

Die Billard-Artistique-Europameisterschaft 1969 war das 16. Turnier in dieser Disziplin des Karambolagebillards und fand vom 12. bis zum 15. Juni 1969 in Alicante statt.

## Modus
Gespielt wurden 76 verschiedene Figuren mit verschiedenen Punktewertungen. Jeder Teilnehmer hatte pro Figur drei Versuche. Die maximale Punktzahl betrug 500 Punkte.

Gewertet wurde wie folgt:
1. Punkte = Erzielte Punkte
2. Versuche = Anzahl der gespielten Versuche
3. gelöste Figuren = gelöste Figuren
4. % = Prozentual gelöste Figuren

## Abschlusstabelle
| Platz                        | Name               | Punkte | Versuche | gel. Figuren | %       |
| ---------------------------- | ------------------ | ------ | -------- | ------------ | ------- |
| 1                            | Joaquín Domingo    | 246    | 186      | 39           | 49,20 % |
| 2                            | Raymond Steylaerts | 240    | 192      | 38           | 48,00 % |
| 3                            | Francisco Munte    | 220    | 184      | 34           | 44,00 % |
| 4                            | Claudio Nadal      | 212    | 186      | 35           | 42,40 % |
| 5                            | Léo Corin          | 206    | 190      | 36           | 41,20 % |
| 6                            | Florent de Jonghe  | 179    | 199      | 30           | 35,80 % |
| 7                            | Juan Font          | 160    | 197      | 30           | 32,00 % |
| Turnierdurchschnitt: 41,80 % |                    |        |          |              |         |